# 非遊走集合
力学系における非遊走集合（ひゆうそうしゅうごう、英: non-wandering set）は、ある点に周囲にどれだけ小さな近傍を取っても、有限回の写像の反復で必ずそこに戻ってくるような点の集まりである。非遊走集合を構成する各点を非遊走点という。力学系の力学系の軌道の回帰性（再帰性）を表すための概念の一つ。非遊走点ではない点を遊走点という。遊走点およびその近傍では力学系的にあまり興味深い現象が発生せず、力学系としての本質的な現象は主に非遊走集合上で見られる。

## 定義と一般的性質
X を完備距離空間とし、f をその上の連続写像 f : X → X とし、f n を f の n 回反復とする。ある点 p ∈ X が非遊走点であるとは、p の任意の近傍 U に対して、適当な n ≥ 1 を取れば f n(U) ⋂ U ≠ ∅ を満たすことをいう。f : X → X の全ての非遊走点の集合を非遊走集合という。f の非遊走集合は Ω(f) と表される。

非遊走点の説明図。近傍 U をどれだけ小さく取っても、ある n で U と f ^{n}(U) が交わる

非遊走点ではない点は遊走点という。すなわち、ある点 p ∈ X が遊走点であるとは、任意の n ≥ 1 に対して、適当な近傍 U を取れば f n (U) ⋂ U = ∅ を満たすことをいう。t ∈ ℝ に対する流れ (数学) φt : X → X の場合は、p ∈ X の任意の近傍 U に対して、適当な t ≥ 1 を取れば φt (U) ⋂ U ≠ ∅ を満たすときの p が非遊走点として定義される。
一般に、非遊走集合 Ω(f) は閉集合かつ不変集合である。f の遊走点全体の集合は Ω(f) と補集合の関係にあり、こちらは開集合かつ不変集合である。また、X がコンパクトであれば、Ω(f) は空集合ではない。
非遊走集合を、力学系における他の回帰性の概念である不動点、周期点、極限集合、鎖回帰集合と比較すると、Fix(f)  ⊂ Per(f) ⊂ L(f) ⊂ Ω(f) ⊂ R(f) という包含関係となっている。ここで、Fix(f) は f の不動点全体の集合、Per(f) は f の周期点全体の集合、L(f) は f の極限集合（不可逆の場合は ω-極限集合）、R(f) は f の鎖回帰集合である。

## 利用
力学系の大域的な構造の安定性を表す概念として、非遊走集合に基づく Ω-安定性がある。Cr 級可微分多様体 M 上の Cr 級可微分同相写像 f : M → M の全体を集めた集合を Diffr(M) とする。f : M → M が Ω-安定であるとは、Diffr(M) において f の適当な近傍 U を取れば、任意の微分可同相写像 g ∈ U について、g の非遊走集合 Ω(g) へ制限 g : Ω(g) → Ω(g) が f のΩ(f) へ制限 f : Ω(f) → Ω(f) と位相共役であることをいう。すなわち、h ∘ f = g ∘ h を満たすような同相写像 h : Ω(f) → Ω(g) が存在する。
馬蹄形写像とは、2次元多様体上で、正方形を横方向に縮小・縦方向に伸長して180°折り曲げるような変形を行う写像で、非遊走集合を持つ力学系の一例である。馬蹄形写像を φ とし、正方形領域を R とすれば、Λ = ⋂n∈ℤ φn (R) という φ または φ−1 を何回施しても R 上に留まる不変集合が存在する。任意の p ∈ Λ とその近傍 U において、n, m ≥ 1 を充分大きく取れば、R 上の横方向1辺であるφn(p) の局所安定多様体は φn (U) に含まれ、R 上の縦方向1辺であるφ−m(p) の局所不安定多様体は φ−m(U) に含まれるので、φn (U) ∩ φ−m(U) ≠ ∅ である。よって、U ∩ φn+m(U) ≠ ∅ を満たすため p は非遊走点で、Λ は非遊走集合である。さらに、馬蹄形写像 φ は、以上のような非遊走集合において Ω-安定でもある。
非遊走集合の概念が定義に組み込まれた力学系のクラスとして公理A力学系がある。可微分同相写像 f : M → M が公理Aを満たすとは、Ω(f) が双曲型集合で、Per(f) がΩ(f) において稠密であることをいう。f が閉多様体上の C1 級可微分同相写像で、公理Aを満たし、なおかつ Ω(f) のスペクトル分解の基本集合がサイクルを持たないときは f はΩ-安定であるという結果が得られている。また、公理Aを満たす f の任意の x, y ∈ Ω(f) において、x の安定多様体と y の不安定多様体が横断的に交わるようであれば、f は C1 構造安定であるという結果も得られている。